# Echinopora horrida
Espèce
Statut CITES
Echinopora horrida est une espèce de coraux appartenant à la famille des Merulinidae ou la famille Faviidae.

## Description et caractéristiques

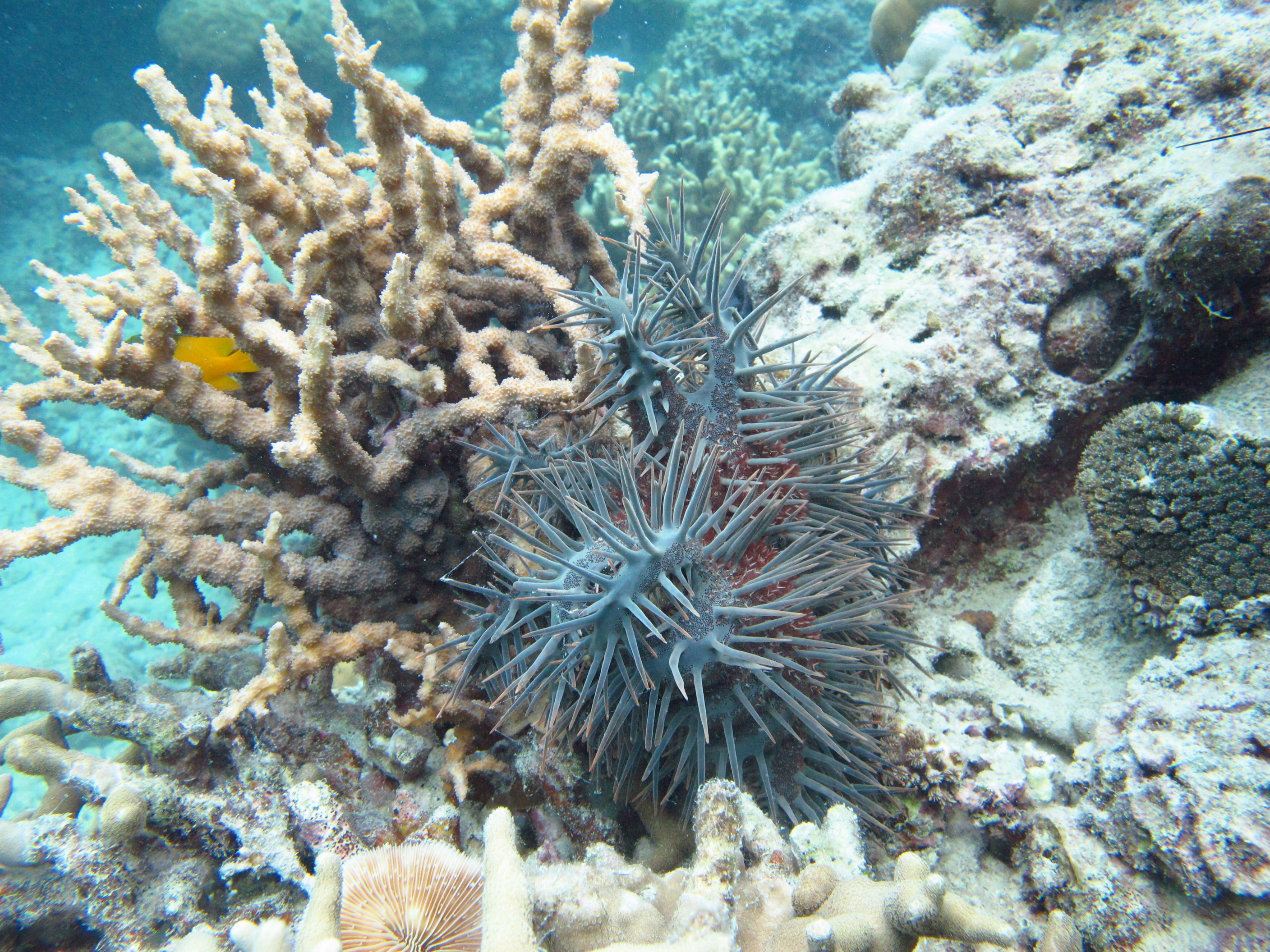
Echinopora horrida et Acanthaster planci